# Verzorgingsplaats De Liede
Verzorgingsplaats De Liede is een Nederlandse verzorgingsplaats, gelegen aan de A200 Zandvoort-Amsterdam tussen Haarlem en knooppunt Rottepolderplein, in de gemeente Haarlem.
De verzorgingsplaats dankt haar naam aan het riviertje Liede dat naast de verzorgingsplaats stroomt en tevens onder de A200 door gaat.
Bij de verzorgingsplaats ligt een tankstation van TotalEnergies.